# Penisola di Eyre
La penisola di Eyre (in inglese Eyre Peninsula, obsoleto Eyre's Peninsula) è una penisola australiana sita in Australia Meridionale: essa presenta forma grossomodo triangolare ed è delimitata a est dal Golfo di Spencer, a occidente dalla Grande Baia Australiana e a nord dai Gawler Ranges.
Il nome della penisola rappresenta un omaggio all'esploratore inglese Edward John Eyre, che ne esplorò delle sezioni fra il 1839 e il 1841.

## Geografia
Fin dal 1839 la penisola viene tradizionalmente indicata con l'area compresa fra Port Augusta a nord-est, Cape Catastrophe (punta sud-orientale della penisola di Jussieu, nel parco nazionale Lincoln) a sud e Denial Bay a nord-ovest: nel 1978 tale concetto è stato sviluppato dichiarando che la penisola di Eyre dovrebbe comprendere l'intera area a sud di una linea immaginaria che vada dalla già citata Denial Bay a Yorkey Crossing (guado nella località di Emeroo).
Fra i parchi nazionali ubicati nella penisola di Eyre vi sono il Lincoln National Park, il Coffin Bay National Park, il Gawler Ranges National Park, oltre ad altri parchi di conservazione e riserve quali l'Acraman Creek Conservation Park.

### Fisiografia
L'area è nota anche col nome di pianura costiera di Eyre, è parte della bioregione Eyre Yorke Block ed è una sezione fisiografica distinta della più grande provincia del bacino di Eucla, che a sua volta è parte della più ampia divisione del West Australian Shield.

## Suddivisioni amministrative
La penisola di Eyre non è un corpo amministrativo unico: essa è divisa nelle Local Government Areas di Ceduna, Cleve, Elliston, Franklin Harbour, Kimba, Lower Eyre Peninsula, Streaky Bay, Tumby Bay, Wudinna, cui si aggiungono le città di Port Augusta, Port Lincoln e Whyalla e nel nord il fondo per lo sviluppo delle comunità aborigene dell'Outback.

## Demografia

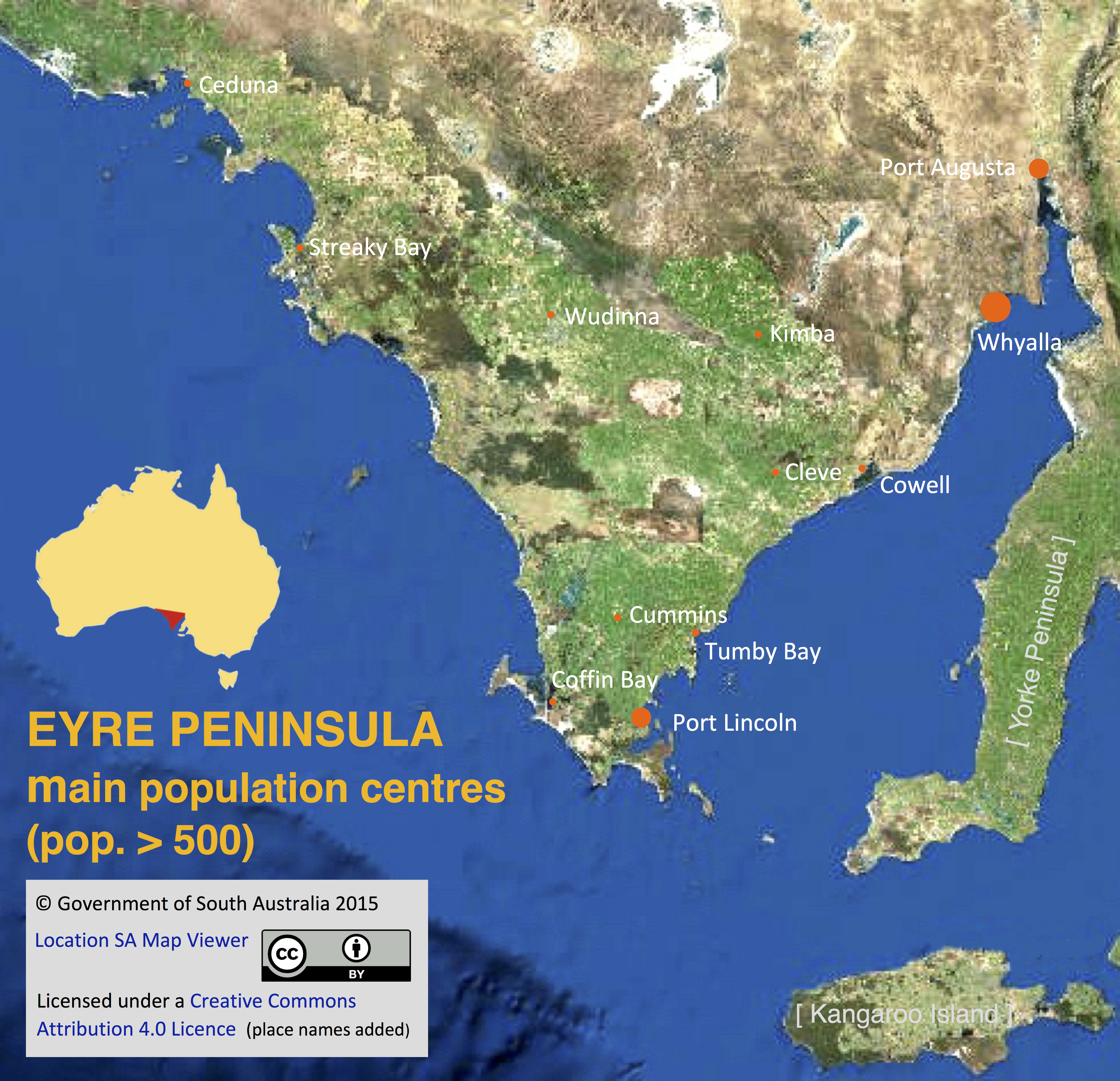
Mappa della penisola di Eyre con tutti i centri di popolazione maggiore di 500 o 1000 persone.

La popolazione totale della penisola di Eyre ammontava a 56139 individui al censimento del 2005. Le città principali sono Port Lincoln sulla punta meridionale, Whyalla e Port Augusta nel nordest e Ceduna a nordovest.
La maggior parte dei residenti della penisola di Eyre sono australiani anglo-celtici, cui si sono aggiunte nel secondo dopoguerra le comunità greca, croata e italiana, mentre negli ultimi anni è in crescita la comunità di persone provenienti dal subcontinente indiano e dall'Asia in generale.

Circa 2500 residenti della penisola si dichiarano aborigeni australiani.

## Storia

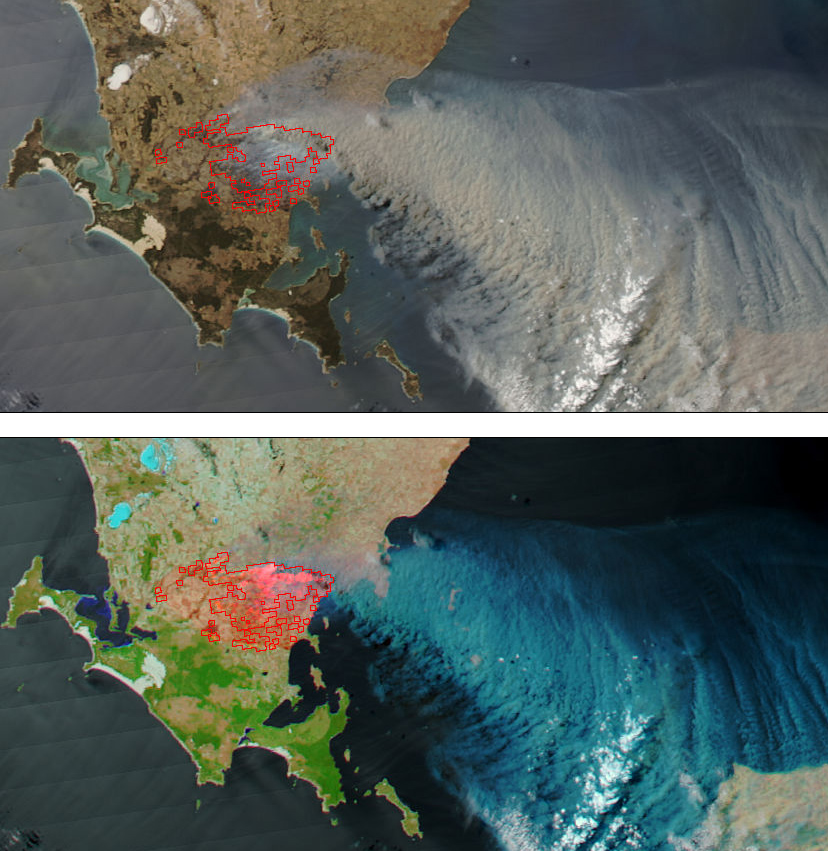
Foto satellitare di incendi boschivi nella penisola di Eyre, ripresa l'11 gennaio 2005

La penisola è stata abitata per decine di migliaia di anni dai Barngarla (che hanno nel tempo occupato la fascia costiera sud-occidentale, dove in precedenza vivevano i Nauo), mentre il nord-est della penisola fa parte del territorio tradizionale dei Wirangu.
Il nome della penisola venne scelto dall'allora governatore dell'Australia Meridionale George Gawler il 7 novembre 1839 in onore dell'esploratore inglese Edward John Eyre, che ne esplorò delle sezioni fra il 1839 e il 1841: le coste della penisole erano già state esplorate e mappate nel 1801-1802 dalle spedizioni di Matthew Flinders e Nicolas Baudin, giunte a distanza di pochi mesi l'una dall'altra rispettivamente per conto della Gran Bretagna e della Francia.
L'entroterra della penisola fu descritto da una spedizione condotta nel 1844 da John Charles Darke, che fu ucciso dagli aborigeni locali sulla via del ritorno a Port Lincoln.
A partire dall'11 gennaio 2005 (noto come Black Tuesday, "martedì nero"), la parte meridionale della penisola di Eyre fu teatro di un incendio boschivo che propagandosi a partire da Wangary si estese per 780 chilometri quadrati causando la morte di 9 persone.

## Economia
La penisola di Eyre ha vocazione essenzialmente agricola, con predominanza di allevamento di ovini e bovini nel nord più secco (il territorio è attraversato dalla linea di Goyder) e cerealicoltura alternata con coltura di canola (con alternanza di pascolo di bestiame fra un raccolto e l'altro) nel centro-sud. Nella punta meridionale, caratterizzata da clima mediterraneo, è diffusa la viticoltura.
Molte città costiere svolgono la pesca commerciale, in particolare Port Lincoln (soprannominata "la capitale australiana del pescato"): questa città aveva una numerosa flotta per la pesca del gambero reale e soprattutto del tonno, che è poi stata gradualmente abbandonata in favore dell'acquacoltura nelle baie lungo la costa (ricciola codagialla ad Arno Bay e Port Lincoln, ostrica del Pacifico a Cowell, Coffin Bay, Smoky Bay e Haslam, in misura minore anche abaloni e cozze).

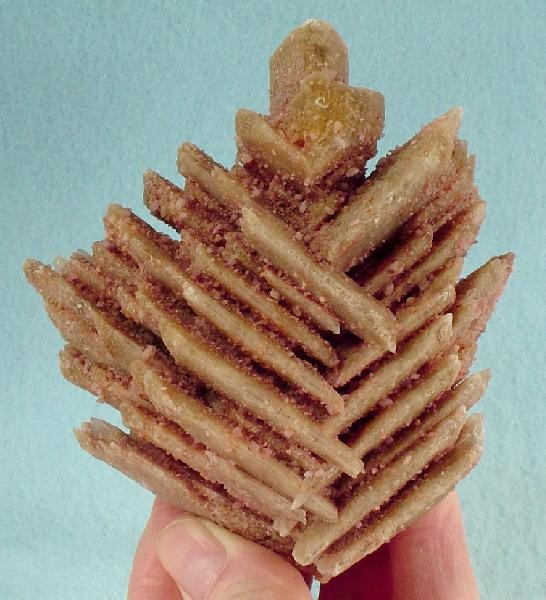
Insoliti cristalli a spina di pesce di gesso evaporitico, dall'area circostante Iron Knob. Dimensione: 10.8 x 9.8 x 6.0 cm.

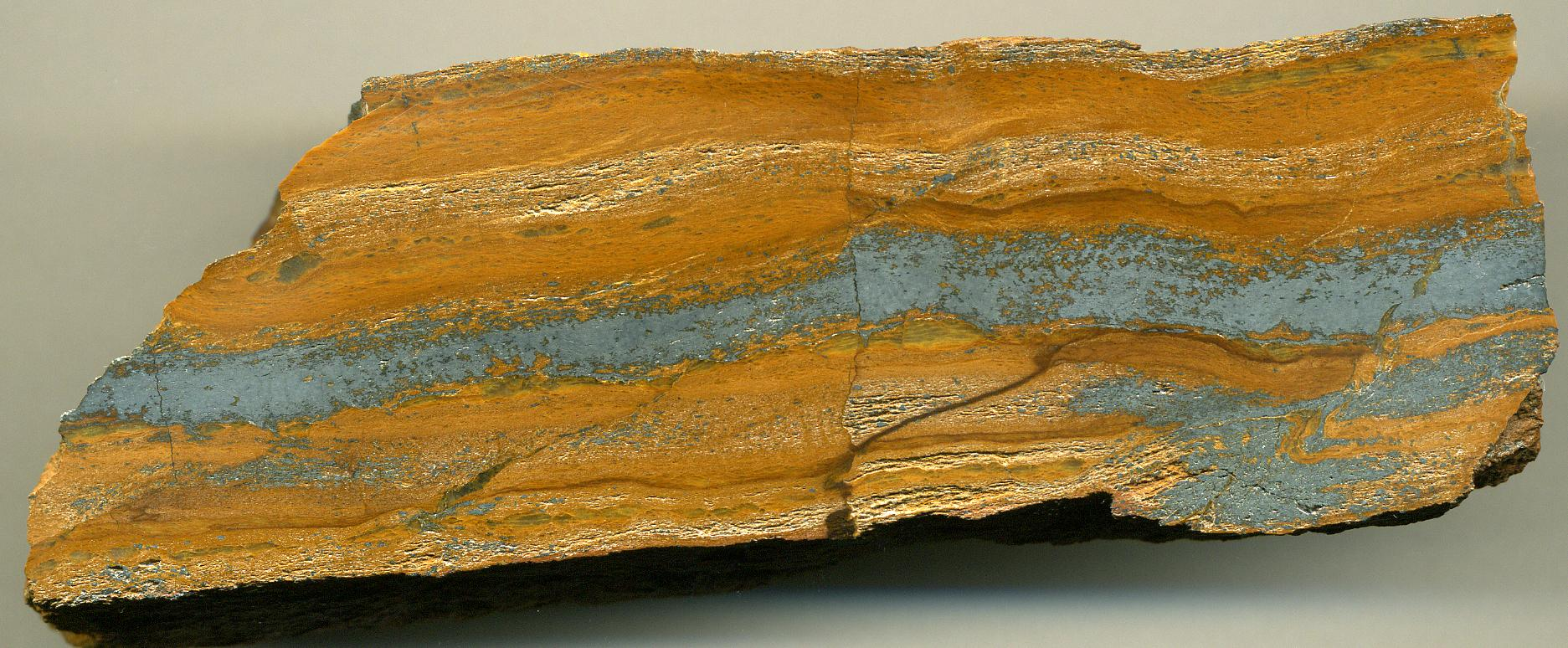
Banded iron bed dalla stessa area. Quarzo frammisto a limonite ed ematite.

Altro settore ben consolidato nel territorio è quello minerario:
- il deposito di gesso del lago MacDonnell (ai confini della piana di Nullarbor) viene sfruttato fin dal 1919 e rappresenta il più grande giacimento di questo minerale dell'emisfero australe, con oltre un milione di tonnellate annue prodotto l'anno;
- minerali ferrosi vengono estratti nelle colline nei pressi di Iron Knob, nell'entroterra di Whyalla (soprannominata "la città dell'acciaio" e parte del cosiddetto "triangolo d'acciaio" con Port Augusta e Port Pirie che insiste sull'altro lato del golfo di Spencer), dove giungono per la fusione trasportate su rotaia;
- esiste una miniera commerciale di giada e nefrite nei pressi di Cowell;

La penisola viene inoltre considerata promettente per la presenza di grafite, carbon fossile ed uranio: dopo numerosi anni di quasi abbandono (testimoniato dalla presenza di numerose miniere abbandonate nel territorio) il settore minerario è ricominciato a crescere a partiere dagli anni 2000, con numerosi progetti in corso di approvazione.
La penisola di Eyre è inoltre una rinomata meta turistica in virtù del clima mite e relativamente secco, delle spiagge incontaminate, delle bellezze naturali e del mare pescoso: il pescaturismo e l'ecoturismo sono infatti molto diffusi.

## Trasporti e comunicazioni
La penisola di Eyre è piuttosto ben servita a livello stradale. L'autostrada A1 (Eyre Highway) attraversa la penisola latitudinalmente nella sua porzione settentrionale, da Port Augusta a Ceduna (e da qui continuandosi fino a Perth) attraverso Kimba e Wudinna: da Port Augusta parte l'autostrada B100 (Flinders Highway) che percorre la costa orientale della penisola fino a Port Lincoln, da cui parte l'autostrada A100 (Lincoln Highway) che percorre invece la costa occidentale fino a Ceduna. Port Lincoln è inoltre il terminale della B90 Tod Highway che la collega a Lock, intersecandosi alla Eyre Highway a Kyancutta.

Infine, l'autostrada B91 (Birdseye Highway) percorre la penisola latitudinalmente nella sua porzione mediana, correndo da Elliston a Cowell attraversando Lock (dove si interseca alla Tod Highway) e Cleve.

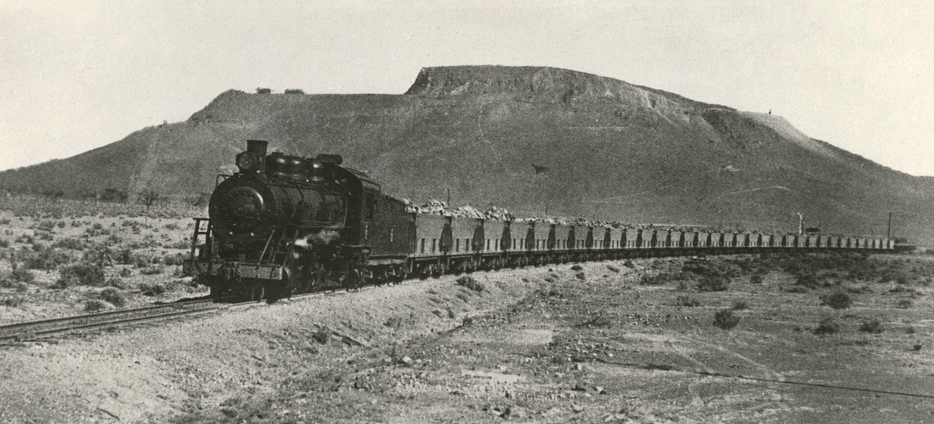
Treno della BHP Group sulla Whyalla Tramway, col monte Iron Monarch sullo sfondo.

Le ferrovie, una volta ben presenti sul territorio, sono attualmente perlopiù abbandonate, con una sola sezione di 60 km operativa. Curiosamente, la rete ferroviaria della penisola di Eyre ad ovest di Port Augusta e Whyalla è sempre volontariamente rimasta isolata dal resto della rete ferroviaria australiana, anche nel suo momento di massima espansione (777 km nel 1950, irradiantisi dai porti di Port Lincoln e Thevenard).

Dal 1966 al 1989 BHP Group operava due linee a scartamento ridotto da Coffin Bay a Port Lincoln (Coffin Bay Tramway, per trasportare sabbia da utilizzare come flussante negli alfotorni del triangolo d'acciaio) e dalle aree minerarie attorno ad Iron Knob a Whyalla (Whyalla Tramway).
I trasporti marittimi sono quasi assenti: un traghetto collega Lucky Bay con Wallaroo sulla penisola di Yorke durante la bella stagione.